# Henry Bernard

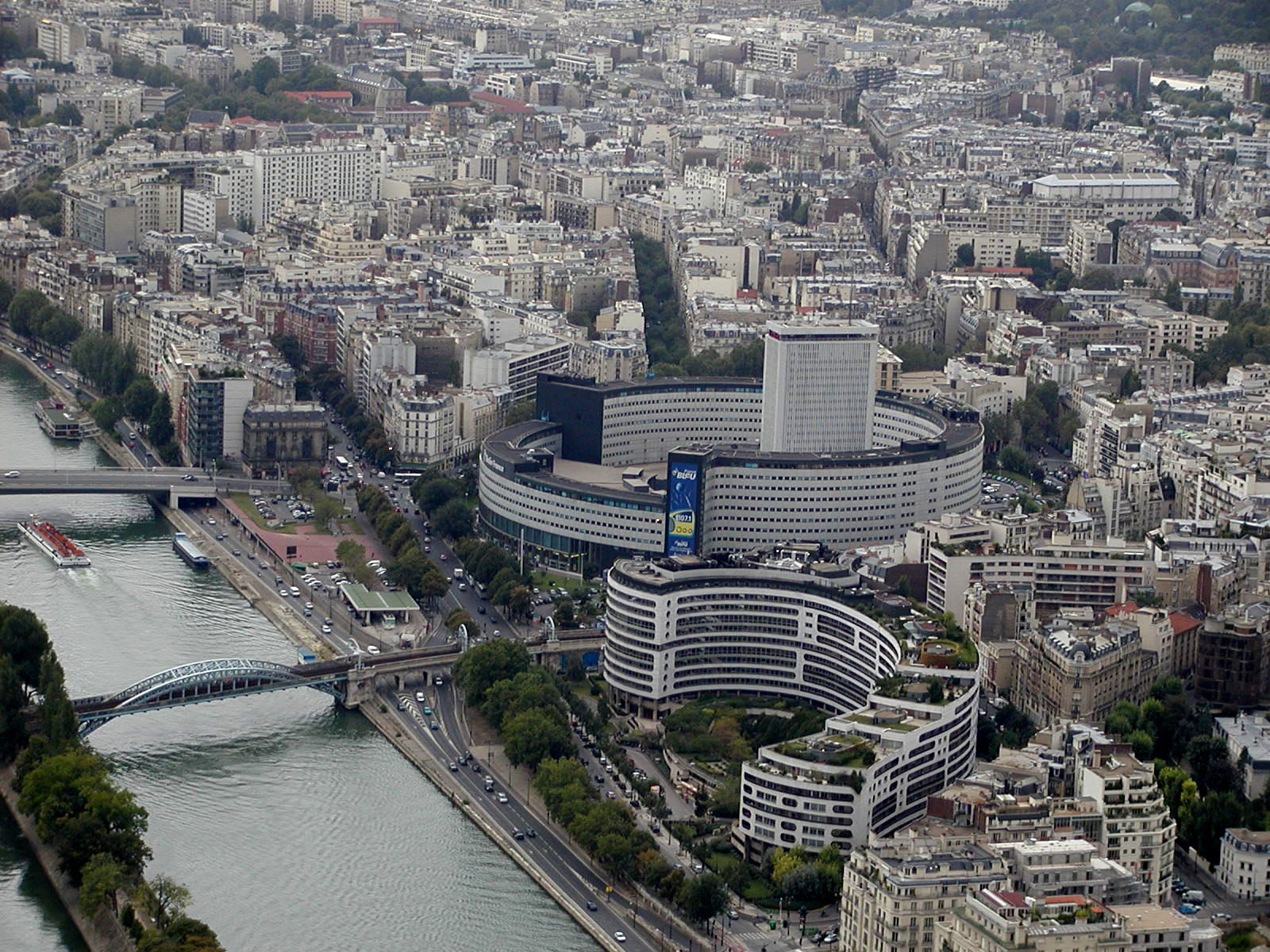
Maison de la Radio in Parijs

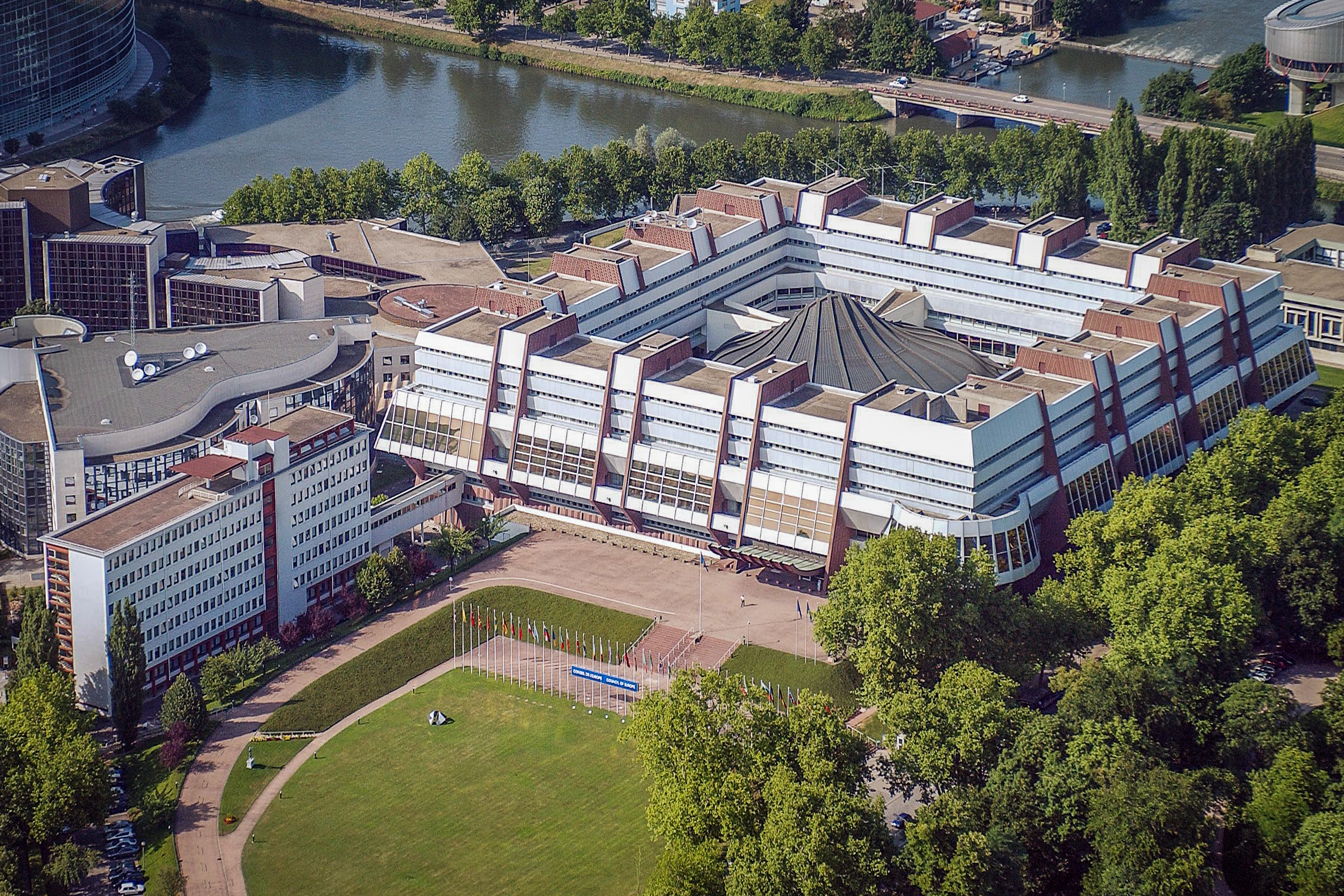
Palais de l'Europe bij Straatsburg

Henry Bernard (Albertville, 21 februari 1912 - Parijs, 10 december 1994) was een Frans architect en stedenbouwkundige.

## Biografie
Bernard studeerde aan de École nationale supérieure des beaux-arts, behaalde in 1938 zijn diploma als door de overheid gecertificeerd architect (DPLG) en won in 1938 de Prix de Rome in de discipline architectuur. Henry Bernard was architect van meerdere civiele bouwwerken en nationale paleizen, hoofdstedenbouwkundige van de stad Grenoble en vervolgens van het Atelier parisien d'urbanisme (APUR) en hoofd van de werkplaats aan de École nationale supérieure des beaux-arts in Parijs.
Na de Tweede Wereldoorlog nam hij, onder leiding van Marc Brillaud de Laujardière, deel aan de wederopbouw van Caen door er de universiteit te bouwen. In 1958 gaf generaal de Gaulle de architect de opdracht om na te denken over de reconstructie van het Tuilerieënpaleis om er de residentie van de president van de republiek van te maken.
Hij werd in 1968 verkozen tot lid van de Académie des beaux-arts in de zetel van de schilder en decorateur Jean Dupas, die was overgeplaatst naar de architectuurafdeling. Hij was voorzitter van 1988 tot aan zijn dood in 1994.

## Realisaties
- Huidige Campus 1 van de Université de Caen Normandie (1948-1957, Monument historique sinds 2012)
- Kerk Saint-Julien in Caen (1954-1963, Monument historique sinds 2007)
- Maison de la Radio in Parijs (1952-1963)
- Het Bois d'Aurouze in SuperDévoluy (1966)
- prefectuur Val-d'Oise (1969)
- Universitaire ziekenhuizen van Caen, Tours en Grenoble,
- standbeeld van Charles Maurras bij het huis aan de Chemin de Paradis,
- Palais de l'Europe van de Raad van Europa in Straatsburg (1974-1977).